# Plan strategiczny Wspólnej Polityki Rolnej
Plan strategiczny Wspólnej Polityki Rolnej – dotyczy instrumentów wsparcia rolnictwa i obszarów wiejskich zawartych w perspektywie finansowej 2021–2027, obejmującej Wieloletnie Ramy Finansowe, które mają na celu wdrażanie Wspólnej polityki rolnej (WPR) zorientowanej na wyniki i pomocniczość, poprzez wspieranie zrównoważonych metod gospodarowania oraz przy stosowaniu metod przyjaznych dla klimatu i środowiska.
Po przyjęciu przez państwa członkowskie nowych Planów strategicznych WPR, będą one realizowane w latach 2023–2027.

## Regulacje europejskie dotyczących planu strategicznego WPR
W rozporządzeniu Parlamentu Europejskiego i Rady UE z 2018 r. ustanowiono przepisy dotyczące wsparcia na podstawie planów strategicznych sporządzanych przez państwa członkowskie w ramach wspólnej polityki rolnej. W rozporządzeniu przyjęto, że centralnym elementem reformy jest model wdrażania WPR zorientowany na wyniki i pomocniczość, w którym państwom członkowskim powierzono podstawową rolę w prowadzeniu interwencji w obszarze rolnictwa. W ramach WPR ustalono podstawowe wymogi oraz główne rodzaje interwencji w pierwszym i drugim filarze. Państwa członkowskie zostały zobligowane do opracowania wieloletnich planów strategicznych, służących osiągnięciu wspólnie ustalonych celów merytorycznych i liczbowych.
Przyjęto, że plany strategiczne będą nadal realizowane za pomocą unijnego wsparcia finansowanego z Europejskiego Funduszu Rolniczego Gwarancji (EFRG) i Europejskiego Funduszu Rolnego na rzecz Rozwoju Obszarów Wiejskich (EFRROW).

## Regulacje przejściowe dotyczące planu strategicznego WPR
Rozporządzeniem Parlamentu Europejskiego i Rady UE z 2020 r. ustanowiono przepisy przejściowe dotyczące wsparcia z Europejskiego Funduszu Rolnego na rzecz Rozwoju Obszarów Wiejskich (EFRROW) i z Europejskiego Funduszu Rolniczego Gwarancji (EFRG) w latach 2021 i 2022. Celem rozporządzenia było danie państwom członkowskim czasu, na przygotowanie odpowiednich planów strategicznych i ułatwienie stworzenia struktur administracyjnych niezbędnych do pomyślnej realizacji nowej WPR.
Tym aktem prawnym przedłużono obowiązywanie obecnych przepisów dotyczących WPR o dwa lata (do 31 grudnia 2022 r.).
Ponadto wprowadzone regulacje obejmują obniżenie z 30 do 20% progu uruchamiającego rekompensatę z tytułu spadku dochodów i strat spowodowanych zjawiskami klimatycznymi lub chorobami w ramach środków zarządzania ryzykiem. Dodatkowo przyznano 7,5 mld euro na rolniczy komponent europejskiego planu naprawy gospodarczej. Z przyznanych środków co najmniej 37% przeznaczonych będzie na rolnictwo ekologiczne oraz na działania na rzecz ochrony środowiska i dobrostanu zwierząt. Natomiast 55% środków na inwestycje związane z odporną, trwałą i cyfrową odbudową gospodarki oraz zakładaniem gospodarstw przez młodych rolników.

## Cele ogólne planu strategicznego WPR
W rozporządzeniu Parlamentu Europejskiego i Rady UE z 2018 r. przyjęto, że w ramach planów strategicznych wsparcie z EFRG i EFRROW ma na celu dalszą poprawę zrównoważonego rozwoju rolnictwa, żywności i obszarów wiejskich oraz ponadto przyczyniać się do osiągnięcia następujących celów ogólnych:
- wspieranie inteligentnego, odpornego i zróżnicowanego sektora rolnictwa przy zapewnieniu bezpieczeństwa żywnościowego;
- zwiększenie troski o środowisko oraz intensyfikacja działań w dziedzinie klimatu, aby przyczynić się do realizacji unijnych celów związanych ze środowiskiem i klimatem;
- umacnianie struktury społeczno-ekonomicznej obszarów wiejskich.

## Cele szczegółowe planu strategicznego WPR
Ustalone cele ogólne powinny być osiągnięte poprzez realizację celów szczegółowych, w tym:
- wspieranie godziwych dochodów gospodarstw rolnych i ich odporności w całej Unii w celu zwiększenia bezpieczeństwa żywnościowego;
- zwiększenie zorientowania na rynek i konkurencyjności, w tym większe ukierunkowanie na badania naukowe, technologię i cyfryzację;
- poprawa pozycji rolników w łańcuchu wartości;
- przyczynianie się do łagodzenia zmiany klimatu i przystosowywania się do niej, a także wykorzystanie zrównoważonej energii;
- wspieranie zrównoważonego rozwoju i wydajnego gospodarowania zasobami naturalnymi, takimi jak woda, gleba i powietrze;
- przyczynianie się do ochrony różnorodności biologicznej, wzmacnianie usług ekosystemowych oraz ochrona siedlisk i krajobrazu;
- przyciąganie młodych rolników i ułatwianie rozwoju działalności gospodarczej na obszarach wiejskich;
- promowanie zatrudnienia, wzrostu, włączenia społecznego i rozwoju lokalnego na obszarach wiejskich, w tym biogospodarki i zrównoważonego leśnictwa;
- poprawa reakcji rolnictwa UE na potrzeby społeczne dotyczące żywności i zdrowia, w tym bezpiecznej, bogatej w składniki odżywcze i zrównoważonej żywności, zapobiegania marnotrawieniu żywności, jak również dobrostanu zwierząt.

### Rodzaje interwencji w zakresie płatności bezpośrednich
W nowej perspektywie finansowej najważniejszym elementem WPR pozostaną płatności bezpośrednie. W budżecie WPR na cele związane z płatnościami bezpośrednimi przewidziano 76,8% ogólnych środków finansowych, zaś na rozwój obszarów wiejskich 23,2% funduszy. W nowych planach strategicznych WPR zachowane będą dwa filary oraz dwa fundusze rolnicze, które będą wspierać programy krajowe w zależności od zestawu środków wybranych z zastosowaniem zintegrowanego podejścia.
W ramach planów strategicznych WPR państwa członkowskie opracowują interwencje zgodnie z Kartą praw podstawowych Unii Europejskiej i ogólnymi zasadami prawa Unii. Interwencje muszą być określone na podstawie obiektywnych i niedyskryminacyjnych kryteriów. Ponadto muszą być zgodne z rynkiem wewnętrznym i nie powodować zakłóceń konkurencji. Państwa członkowskie ustanawiają ramy prawne regulujące przyznanie unijnego wsparcia na rzecz beneficjentów na podstawie planu strategicznego WPR.

### Rodzaje interwencji mogących mieć formę płatności bezpośrednich niezwiązanych z wielkością produkcji oraz związanych z wielkością produkcji
Wśród rodzajów płatności bezpośrednich niezwiązanych z wielkością produkcji, przyjęto:
- podstawowe wsparcie dochodu do celów stabilności;
- uzupełniające redystrybucyjne wsparcie dochodu do celów stabilności;
- uzupełniające wsparcie dochodu dla młodych rolników;
- systemy na rzecz klimatu i środowiska.

Wśród rodzajów płatności bezpośrednich związane z wielkością produkcji, przyjęto:
- wsparcie dochodów związane z wielkością produkcji;
- płatność specyficzna w odniesieniu do bawełny.

### Rodzaje interwencji związane z rozwojem obszarów wiejskich
Wśród rodzajów interwencji związanych z rozwojem obszarów wiejskich przyjęto następujące:
- zobowiązania środowiskowe, klimatyczne i inne zobowiązania w dziedzinie zarządzania;
- ograniczenia naturalne lub inne ograniczenia specyficzne dla obszaru;
- niekorzystne warunki specyficzne dla obszaru wynikające z określonych obowiązkowych wymogów;
- inwestycje;
- rozpoczęcie działalności przez młodych rolników i zakładanie przedsiębiorstw wiejskich;
- narzędzia zarządzania ryzykiem;
- współpraca;
- wymiana wiedzy i informowanie.